# 马蒂尼亚
马蒂尼亚是巴西马拉尼昂州的一个市镇。总面积408.726平方公里，总人口20051人，人口密度49.1人/平方公里。